# Цур, Цви
Цви Цур (17 апреля 1923 — 28 декабря 2004) — шестой начальник Генерального штаба Армии Обороны Израиля (1961—1963).

## Биография
Цви Цур (Цви Чертенко, «Чера») родился в Изяславе на Украине, СССР, в 1923 г., а в 1925 г. его семья переехала в подмандатную Палестину. В 1936 г. во время арабского восстания Цви Цур примкнул к Хагане.

### Военная карьера
Во время Войны за Независимость Цур был назначен командиром батальона в бригаде «Гивати». В 1956 году получил звание генерал-майора и командующего центральным фронтом. В 1958 году Цур был назначен заместителем начальника Генерального штаба и выехал на учёбу во Францию на длительный период. В сентябре 1960 г. Цур вернулся в Израиль и вскоре (в январе 1961 года) сменил Хаима Ласкова на посту начальника Генерального штаба.
Своим заместителем он назначил генерал-майора Ицхака Рабина.
Каденция Цви Цура была достаточно спокойной, не считая небольших пограничный инцидентов с Сирией, которая обстреливала с Голанских высот израильские поселения. Самая крупная военная операция была проведена 16 марта 1962 года, когда бригада «Голани» атаковала сирийские укрепления к северу от Тивериадского озера, чтобы прекратить обстрелы поселений. В боях погибли 7 израильских и 30 сирийских военнослужащих. Тем не менее, обстрелы не прекратились, и 19 августа 1963 года сирийские войска убили двух мирных жителей в Альмагоре. Цур решил улучшить условия военной службы. В июне 1961 года офицерам были выделены личные автомобили Citroën 2CV.
Шла подготовка Армии Обороны Израиля к возможной войне с арабскими странами. В августе 1961 года президент Египта Насер выяснил, что Израиль получил французские истребители «Mirage III», и в ответ оснастил египетскую армию советскими самолётами МиГ-19. Каденция Цура завершилась в декабре 1963 года.

### Политическая карьера
После отставки Цур занял должность генерального директора компании водоснабжения «Мекорот». Моше Даян привлёк Цви Цура к политической деятельности. В 1965 г. он был избран в Кнессет от партии Бен-Гуриона «РАФИ» («Рабочий список Израиля»). Через месяц Цур сложил депутатские полномочия и вернулся к работе в компании «Мекорот». После назначения Даяна министром обороны в мае 1967 г. Цур был назначен его советником. Пост советника министра обороны он занимал 7 лет.
Затем Цви Цур работал в авиационной промышленности (компания «IAI» и в судоходной компании «ЦИМ».
До последних дней жизни Цви Цур участвовал в общественной жизни. 29 апреля 2004 г. он подписал письмо в поддержку плана размежевания Ариэля Шарона.

## Внешняя ссылка
- Биография Цви Цура на сайте кнессета  (англ.)